# Manuel Parrado Carral
Manuel Parrado Carral (San Román, Santiso, La Coruña, 29 de septiembre de 1946) es un sacerdote hispano-brasileño que actualmente es obispo de São Miguel Paulista, en Brasil.

## Biografía
Cuando tenía 11 años se instaló con su familia São Caetano do Sul, en Brasil. Fue ordenado sacerdote en 1972. 

### Obispo
En 2001, el papa Juan Pablo II lo nombró obispo auxiliar de São Paulo, siendo consagrado por el arzobispo Cláudio Hummes. Entre diciembre de 2006 y abril de 2007 fue administrador apostólico de la Arquidiócesis de São Paulo por sede vacante. El 9 de enero de 2008, el papa Benedicto XVI lo nombró obispo de São Miguel Paulista.